# Слатина (Сопот)
Слатина је насеље у Градској општини Сопот у Граду Београду. Према попису из 2022. било је 222 становника.

## Историја
Слатина се налази југозападно од места Сопота. Слатина је новије насеље. У „Списку од свих алија у Нахији Београдској налазећих се, у години 1834“ помиње се алија Слатина која „величине содржава у себи ширине по пол сата. На овој алији-(спахиска земља која је после одласка Турака припала Србима)насељено је село Слатина од пре 13 година, које се из 9 кућа састоји, и оно само ову алију зирити. У овој алији налази се свега ораће земље 59 дана, тавате 13 дана, косанице 86 коса и винограда 18 мотика; жиродне горе врло редко по гдекои грм, шеварица такође врло мало, земља је посредсвена. У време кад је ова алија спахији принадлежала плаћали су Сибничани 40 а Стоиничани 18 гроша“.
Према подацима може се закључити са је Слатина основана око 1820.г. Ево шта каже предање о оснивању и насељавању овога села:
Преци данашњих становника пролазили су овуда идући за Београд, куда су носили бели смок, пршуту, катран, луч и друге своје производе. Пошто је „овде била питомина“ и ненасељено, реше се да се овде населе.
„Споразумели су се са спахијом“ и хтели се населити, али их Сибничани и Стојничани нису пуштали, пошто су они држали ово алију и за то плаћали спахији. Најзад су успели и први се насели Славко, предак Савковића и Вулета, предак Вулетића. Славко је дошао из Малог Села, засека села Згрђа у Качеру, а Вулета је дошао из Теочина (срез таковски). Како им је атар био мали, веле, да су ови први досељеници замолили спахију да га „прошири до потока Сеоне“. Предање вели да су „подмитили спахију“ и он једног дана узјаши коња и каже: „ куда ја прођем ту је синор“. Тако су, веле, добили данашње границе атара.
Слатина је године 1846. имала 10 кућа и припадала је срезу туријском. (подаци крајем 1921. године).
Споменик палима 1912-18. је освећен маја 1923.

## Демографија
У насељу Слатина живи 200 пунолетних становника, а просечна старост становништва износи 45,2 година (44,3 код мушкараца и 46,2 код жена). У насељу има 87 домаћинстава, а просечан број чланова по домаћинству је 2,92.
Ово насеље је у великим делом насељено Србима (према попису из 2002. године), а у последња три пописа, примећен је пад у броју становника.
|  |

| Демографија | Демографија | Демографија |
| Година      | Становника  | Становника  |
| ----------- | ----------- | ----------- |
| 1948.       | 364         |             |
| 1953.       | 373         |             |
| 1961.       | 309         |             |
| 1971.       | 293         |             |
| 1981.       | 283         |             |
| 1991.       | 264         | 260         |
| 2002.       | 254         | 279         |

| Етнички састав према попису из 2002.‍ | Етнички састав према попису из 2002.‍ | Етнички састав према попису из 2002.‍ | Етнички састав према попису из 2002.‍ | Етнички састав према попису из 2002.‍ |
| ------------------------------------ | ------------------------------------ | ------------------------------------ | ------------------------------------ | ------------------------------------ |
|                                      |                                      |                                      |                                      |                                      |
| Срби                                 | Срби                                 |                                      | 247                                  | 97,24%                               |
| Македонци                            | Македонци                            |                                      | 3                                    | 1,18%                                |
| Црногорци                            | Црногорци                            |                                      | 1                                    | 0,39%                                |
| непознато                            | непознато                            |                                      | 0                                    | 0,0%                                 |

| Година пописа     | 1948. | 1953. | 1961. | 1971. | 1981. | 1991. | 2002. |
| ----------------- | ----- | ----- | ----- | ----- | ----- | ----- | ----- |
| Број домаћинстава | 73    | 81    | 78    | 81    | 84    | 82    | 87    |

| Број чланова      | 1  | 2  | 3 | 4  | 5 | 6 | 7 | 8 | 9 | 10 и више | Просек |
| ----------------- | -- | -- | - | -- | - | - | - | - | - | --------- | ------ |
| Број домаћинстава | 21 | 29 | 8 | 13 | 5 | 8 | 1 | 0 | 1 | 1         | 2,92   |

| Пол    | Укупно | Неожењен/Неудата | Ожењен/Удата | Удовац/Удовица | Разведен/Разведена | Непознато |
| ------ | ------ | ---------------- | ------------ | -------------- | ------------------ | --------- |
| Мушки  | 111    | 23               | 75           | 8              | 5                  | 0         |
| Женски | 101    | 8                | 68           | 21             | 4                  | 0         |
| УКУПНО | 212    | 31               | 143          | 29             | 9                  | 0         |

| Пол    | Укупно                    | Пољопривреда, лов и шумарство | Рибарство                            | Вађење руде и камена | Прерађивачка индустрија       |
| ------ | ------------------------- | ----------------------------- | ------------------------------------ | -------------------- | ----------------------------- |
| Мушки  | 42                        | 17                            | 0                                    | 0                    | 10                            |
| Женски | 33                        | 19                            | 0                                    | 0                    | 3                             |
| УКУПНО | 75                        | 36                            | 0                                    | 0                    | 13                            |
| Пол    | Производња и снабдевање   | Грађевинарство                | Трговина                             | Хотели и ресторани   | Саобраћај, складиштење и везе |
| Мушки  | 0                         | 1                             | 1                                    | 0                    | 3                             |
| Женски | 0                         | 0                             | 4                                    | 0                    | 1                             |
| УКУПНО | 0                         | 1                             | 5                                    | 0                    | 4                             |
| Пол    | Финансијско посредовање   | Некретнине                    | Државна управа и одбрана             | Образовање           | Здравствени и социјални рад   |
| Мушки  | 0                         | 1                             | 7                                    | 0                    | 1                             |
| Женски | 0                         | 0                             | 1                                    | 2                    | 3                             |
| УКУПНО | 0                         | 1                             | 8                                    | 2                    | 4                             |
| Пол    | Остале услужне активности | Приватна домаћинства          | Екстериторијалне организације и тела | Непознато            | Непознато                     |
| Мушки  | 1                         | 0                             | 0                                    | 0                    | 0                             |
| Женски | 0                         | 0                             | 0                                    | 0                    | 0                             |
| УКУПНО | 1                         | 0                             | 0                                    | 0                    | 0                             |